# Mývatnsöræfi
Koordinaten: 65° 29′ 48″ N, 16° 28′ 30″ W
Die Mývatnsöræfi ist ein unbewohntes Gebiet im Norden Islands.
Öræfi ist das isländische Wort für Wüste und Einöde. Das Gebiet liegt östlich und südöstlich des Mývatns und reicht bis an die Jökulsá á Fjöllum. Ein großer Teil der Ódáðahraun und Berge wie der Búrfell und die Herðubreið liegen in der Mývatnsöræfi.